# Alexandr Shirshov
Alexandr Sergueyévich Shirshov –en ruso, Александр Сергеевич Ширшов– (Moscú, 25 de agosto de 1972) es un deportista ruso que compitió en esgrima, especialista en la modalidad de sable. Su esposa, Oxana Yermakova, también compitió en esgrima.
Participó en los Juegos Olímpicos de Barcelona 1992, obteniendo una medalla de oro en la prueba por equipos (junto con Grigori Kiriyenko, Gueorgui Pogosov, Vadim Gutzeit y Stanislav Pozdniakov).
Ganó cuatro medallas en el Campeonato Mundial de Esgrima entre los años 1991 y 1997, y dos medallas en el Campeonato Europeo de Esgrima, oro en 2000 y bronce en 1998.

## Palmarés internacional
| Representando a la URSS           |                             |                   |                   |
| Campeonato Mundial                |                             |                   |                   |
| Año                               | Lugar                       | Medalla           | Prueba            |
| 1991                              | Budapest (Hungría)          | Medalla de plata  | Sable por equipos |
| Representando al Equipo Unificado |                             |                   |                   |
| Juegos Olímpicos                  |                             |                   |                   |
| Año                               | Lugar                       | Medalla           | Prueba            |
| 1992                              | Barcelona (España)          | Medalla de oro    | Sable por equipos |
| Representando a Rusia             |                             |                   |                   |
| Campeonato Mundial                |                             |                   |                   |
| Año                               | Lugar                       | Medalla           | Prueba            |
| 1994                              | Atenas (Grecia)             | Medalla de oro    | Sable por equipos |
| 1995                              | La Haya (Países Bajos)      | Medalla de plata  | Sable por equipos |
| 1997                              | Ciudad del Cabo (Sudáfrica) | Medalla de plata  | Sable por equipos |
| Campeonato Europeo                |                             |                   |                   |
| Año                               | Lugar                       | Medalla           | Prueba            |
| 1998                              | Plovdiv (Bulgaria)          | Medalla de bronce | Sable por equipos |
| 2000                              | Funchal (Portugal)          | Medalla de oro    | Sable por equipos |